# F-Zero: GP Legend
F-Zero: GP Legend (F-ZERO ファルコン伝説 Efu Zero Farukon Densetsu?, F-Zero: La leyenda de Falcon) es un videojuego de carreras futuristas de alta velocidad para la consola Game Boy Advance. Salió al mercado en Japón el 28 de noviembre de 2003, en Europa el 4 de junio de 2004 y en Estados Unidos el 20 de septiembre de 2004.
Se trata de la segunda entrega de F-Zero en Game Boy Advance tras F-Zero: Maximum Velocity en 2001 y la quinta entrega de la saga F-Zero tras F-Zero de Super Nintendo en 1992, F-Zero X de Nintendo 64 en 1998 y F-Zero GX de Nintendo Game Cube en 2003.
En el mismo año salió una serie de anime basada en el videojuego.

## Argumento / Historia
En el pasado, Rick Wheeler trabajaba como detective. En el 2051 fue herido de muerte mientras estaba de servicio y tuvo que ser puesto en estado de hibernación criogénica. Ahora, 150 años después Rick ha sido reanimado por la Patrulla Galáctica, una división secreta de la policía.
Su tarea es la de vigilar y acabar con las redes mafiosas que aspiran a manipular el Grand Prix F-Zero a su conveniencia. Rick está aún confuso sobre todo lo que ha pasado, pero cuando descubre que el genio criminal Zoda también ha vuelto a la vida acepta colaborar con la policía.
Ya no se trata de ganar o perder carreras, ahora Rick tiene que ocuparse del responsable de su “accidente” de hace 150 años.

## Modos de Juego
F-Zero GP Legend trae una gran variedad de modos (Tres de ellos desbloqueados al ganar cualquier copa en el modo Grand Prix).
- Historia.
- Grand Prix.
- Contrarreloj (Desbloqueable).
- Entrenamiento (Desbloqueable).
- Misión Zero (Desbloqueable).
- Multijugador.
- Opciones.

## Dificultades
Este es uno de los pocos juegos de F-Zero en no contar con la dificultad secreta "Master".
- Novato.
- Estándar.
- Experto.

## Pistas
F-Zero GP Legend incluye 24 pistas divididas en 4 copas (Cada una con cinco pistas a excepción de la Gold Cup que tiene 6 y la Platinum Cup que tiene 8 pistas).
Si se logra pasar estas tres copas en las dificultades Novato y Estándar se accede una nueva copa. 
BRONZE CUP 
- Mute City - Tradition Park
- Red Canyon - Junction
- Mist Flow - Clip Oval
- Ligthing - Volute
- Fire Field - Blast Track

SILVER CUP 
- Silence - Box Rink
- Sand Ocean - Caterpillar
- Mute City - Expansion Park
- Big Blue - Slip Highway
- Mist Flow - Front Back

GOLD CUP 
- Port Town - Forked Road
- Silence - Honeyconb Rink
- White Land - Flower
- Fire Field - Wreckage Circuit
- Red Canyon - Peak Jump
- Ilusion

PLATINUM CUP 
- Mute City I
- Big Blue I
- Silence I
- Port Town II
- Red Canyon I
- Sand Ocean I
- White Land II
- Fire Field

Esta última copa incluye 8 circuitos salidos de la versión de SNES F-ZERO estos circuitos son más sencillos a los vistos en las demás copas ya mencionadas

## Personajes
F-Zero GP Legend tiene 34 personajes aunque 29 de ellos son secretos.
En Negritas personajes INICIALES.
- 01.Mighty Galleze
- 02.Jody Summer
- 03.Dr Stewart
- 04.Baba
- 05.Samurai Goroh
- 06.Pico
- 07.Capitán Falcon
- 08.Octoman
- 09.Mr Ead
- 10.James Mccloud
- 11.Billy
- 12.Kate Alen
- 13.Zoda
- 14.Jack Levin
- 15.Bio Rex
- 16.The Skull
- 17.Antonio Guster
- 18.Beastman
- 19.Leon
- 20.Super Arrow
- 21.Mrs Arrow
- 22.Gomar & Shoih
- 23.Silver Neelsen
- 24.Michael Chain
- 25.Blood Falcon
- 26.John Tanaka
- 27.Draq
- 28.Roger Buster
- 29.Dr.Clash
- 30.Black Shadow
- 31.Lucy Liberty
- 32.Luna Ryder/Misaki Haruka/Miss Killer
- 33.Lisa Brillant
- 34.Rick Wheeler/Ryu Suzaku